# Pacsai kistérség
A Pacsai kistérség kistérség Zala megyében, központja: Pacsa. 2007. szeptember 25-én jött létre a Zalaegerszegi, a Keszthely–Hévízi és a Nagykanizsai kistérségekből kivált településekből.A Többcélú Társulás az elsők között- miután a 20 önkormányzat képviselőtestülete elfogadta a Társulási Megállapodást- október 11-én alakult meg.

## Települései
| Alsórajk         | Bezeréd      | Búcsúszentlászló | Dióskál         | Egeraracsa      |
| Felsőrajk        | Misefa       | Nagykapornak     | Nemesrádó       | Nemessándorháza |
| Nemesszentandrás | Orbányosfa   | Pacsa            | Padár           | Pölöske         |
| Pötréte          | Szentpéterúr | Zalaigrice       | Zalaszentmárton | Zalaszentmihály |